# Изгнание Романовых

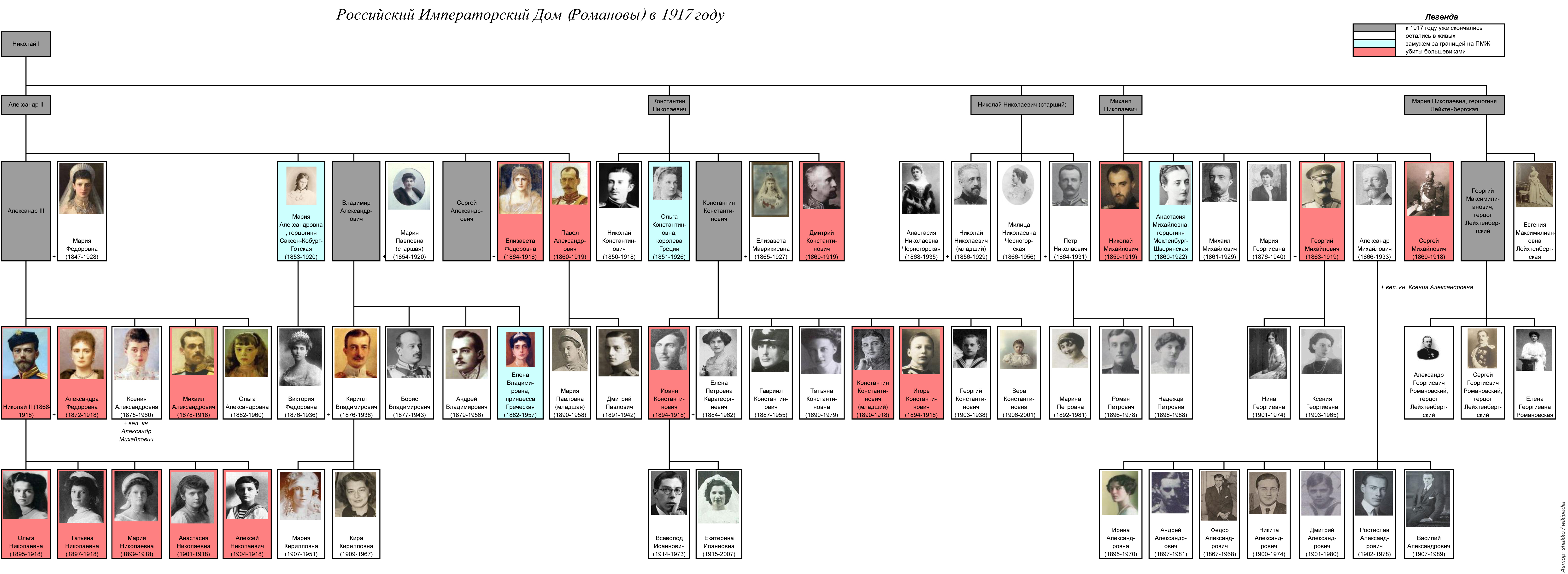
Российский Императорский Дом в 1917 году

Романовы, их боковые линии и морганатические семейства в 1917 году

Изгнание Романовых — бегство членов свергнутой династии после революции 1917 года.
Выжившие члены Российского Императорского дома и их морганатические и внебрачные родственники покидали границы страны различными способами. Двумя основными маршрутами стало бегство через Финляндию, либо через Черное море.

## Спасшиеся

### Семья Александра Михайловича

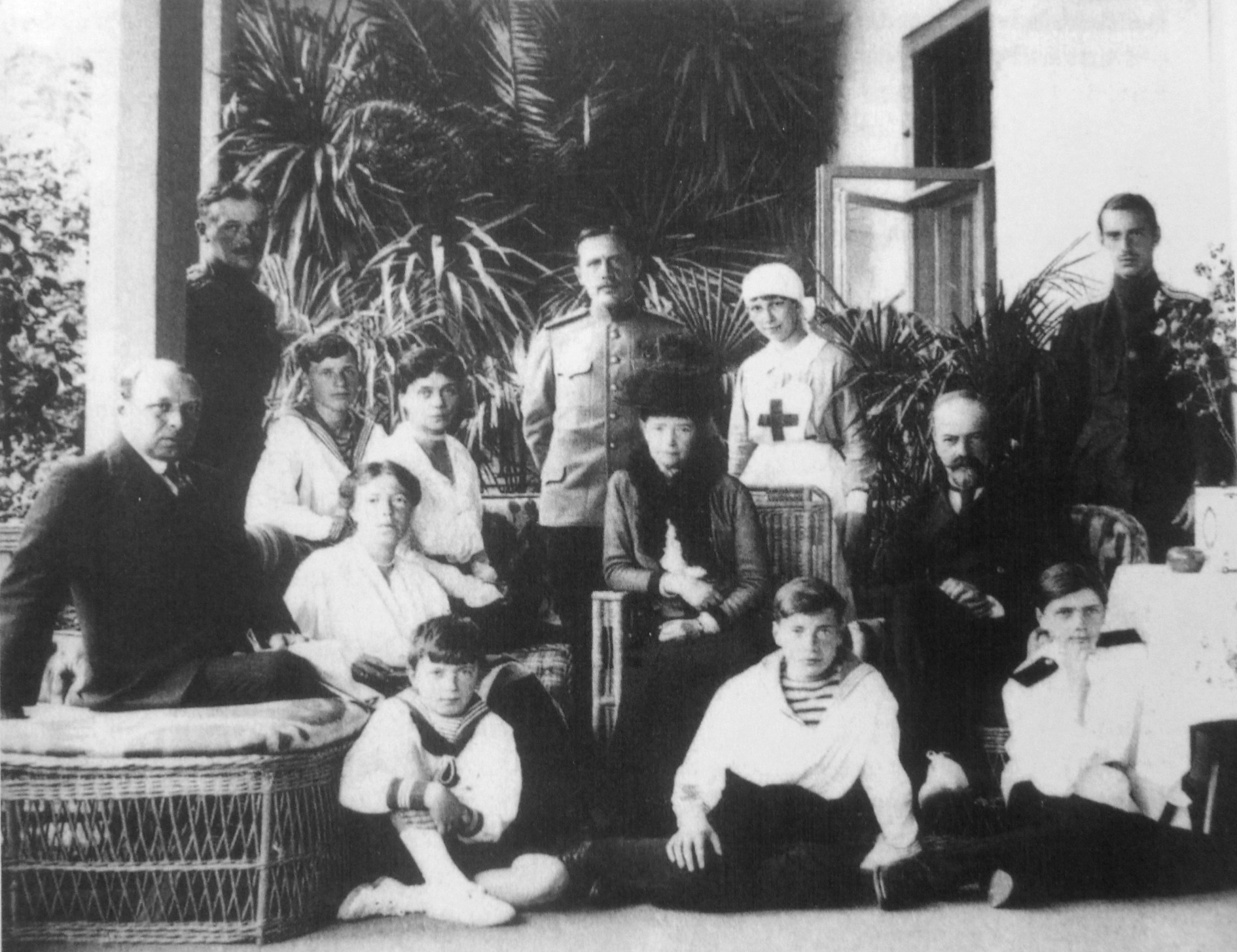
Семейное фото под арестом в Ай-Тодоре

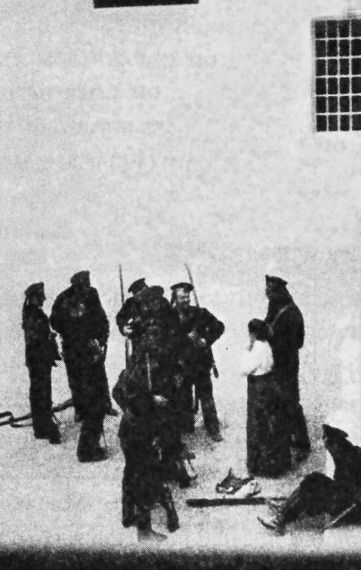
Обыск в Крыму

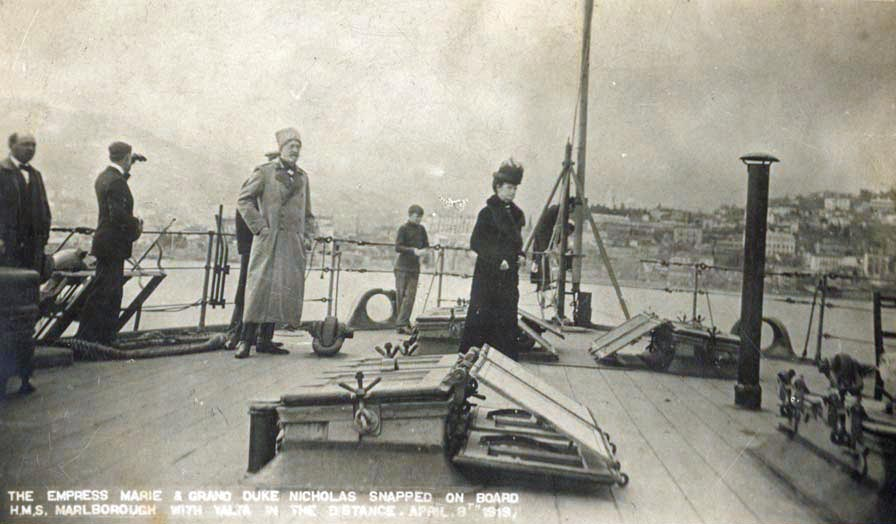
Романовы на борту «Мальборо»

эвакуированные через Крым (11 декабря 1918 HMS «Форсайт» и 11 апреля 1919, линкор «Мальборо»):
- императрица Мария Федоровна
- великий князь Николай Николаевич Младший
- великая княгиня Анастасия Черногорская, его жена
- великий князь Александр Михайлович
- сестра императора великая княгиня Ксения Александровна, ее муж. Их дети:
  - Романова, Ирина Александровна, её муж Юсупов, Феликс Феликсович и дочь Юсупова, Ирина Феликсовна; а также родители Феликса — Зинаида Юсупова и Феликс-старший
  - Андрей Александрович Романов вместе с новобрачной Елизаветой Фабрициевной Сассо.
  - Романов, Фёдор Александрович
  - Романов, Никита Александрович
  - Романов, Дмитрий Александрович
  - Романов, Ростислав Александрович
  - Романов, Василий Александрович
- Милица Черногорская и Пётр Николаевич, их дети Марина Петровна, Роман Петрович и Надежда Петровна

### Семья Марии Павловны
эвакуированные через Новороссийск:
- великая княгиня Мария Павловна Мекленбург-Шверинская
- великий князь Андрей Владимирович, её сын. Во время Октябрьской революции находился с матерью в Кисловодске. В конце 12.1919 уехал из Кисловодска и 04.01.1920 прибыл в Новороссийск, а через 1,5 месяца на французском корабле эвакуировался за границу.
- Матильда Кшесинская, и её сын Владимир Красинский — внебрачная семья Андрея Владимировича, в эмиграции узаконенная
- Борис Владимирович её сын. 09.1918 — жил в Анапе, а после освобождения Крыма от большевиков переехал в Кисловодск. 1919 — эмигрировал через Константинополь в Париж вместе с Рашевской, раньше брата и матери. «Командир большевистского отряда, которому было приказано расстрелять этих двух Великих Князей, оказался бывшим художником, который провел несколько лет жизни в Париже в тяжелой борьбе за существованиe, тщетно надеясь найти покупателя для своих картин. За год до войны Великий Князь Борис Владимирович, прогуливаясь по Латинскому кварталу, наткнулся на выставку художественно нарисованных подушек. Они понравились ему своею оригинальностью, и он приобрел их значительное количество. Вот и все. Большевистский комиссар не мог убить человека, который оценил его искусство. Он посадил обоих Великих Князей в автомобиль со значком коммунистической партии и повез их в район белых армий»[1].
- Рашевская, Зинаида Сергеевна — будущая жена Бориса Владимировича

### Семья Ольги Александровны
через Кубань:
- великая княжна, сестра императора Ольга Александровна, её муж Куликовский, Николай Александрович и новорожденные дети Тихон и Гурий. Жили в станице, куда их привёз лейб-казак императрицы-матери, уехали уже в 1920

### Семья Елизаветы Маврикиевны
уехавшие в Швецию:
- великая княгиня Елизавета Маврикиевна
- её младшие дети, князья императорской крови Вера Константиновна, Георгий Константинович
- её осиротевшие внуки Всеволод Иоаннович и Екатерина Иоанновна
- позже к ним перебралась её вдовая невестка Елена Петровна Сербская

### Семья Марии Георгиевны
- Мария Георгиевна, Нина, Ксения

### Семья Кирилла Владимировича
через Швецию: 
- великий князь Кирилл Владимирович с семьей уехал в русскую Финляндию.
- великая княгиня Виктория Фёдоровна, его жена. Их малолетние дети:
  - княжна императорской крови Мария Кирилловна
  - княжна императорской крови Кира Кирилловна
  - Владимир Кириллович, который родился 17 (30) августа 1917 г. в Финляндии

### Прочие члены Императорского дома и морганатических семей
- великий князь Дмитрий Павлович. Участвовал в убийстве Распутина, за что был отправлен на Кавказский фронт. Оказался в Персии. С британской помощью через Тегеран и Бомбей бежал в Лондон.
- великая княжна Мария Павловна, его сестра. Вышла во время революции замуж за князя Сергея Путятина и так как у неё был паспорт на имя её мужа, то большевики при её бегстве за границу не распознали в «гражданке Марии Путятиной» великой княгини[1].
- Шереметьевская, Наталья Сергеевна (Брасова) — морганатическая жена наследника Михаила Александровича. Наталья дважды навещала мужа в Перми, а перед третьей поездкой узнала о его «исчезновении», её увезли в тюрьму. Через несколько месяцев симулировала сильную простуду, и её перевели в тюремную больницу, откуда она бежала с помощью дочери (от предыдущего брака). С фальшивым паспортом, переодевшись медсестрой Красного Креста, достигла Киева. Вместе с дочерью через Одессу выехала из России.
- Брасов, Георгий Михайлович — морганатический сын Михаила Александровича и Брасовой. Маленький мальчик вывезен чужими людьми по подложными документам.
- княгиня императорской крови Елена Петровна Сербская. Отправилась вместе с мужем в ссылку в Алапаевск, оставив детей на попечение свекрови (уехали в Швецию, см. выше). В Екатеринбурге она была задержана. В конце июля под арестом была перевезена в Пермь. В судьбу принцессы вмешались сербское и норвежское посольства, под их давлением в ноябре 1918 года Елена Петровна была переведена в Москву. 2 декабря 1918 года Президиум ВЦИК постановил передать её норвежскому посольству и «не препятствовать её выезду из пределов РСФСР».
- князь императорской крови Гавриил Константинович. 15 августа 1918 года он был арестован и провёл в тюрьме около месяца. Его новобрачная морганатическая жена Антонина Нестеровская (бывшая балерина), ссылаясь на его туберкулез и обращаясь к Максиму Горькому, добилась его освобождения. Вскоре они получили разрешение на выезд и уехали в Финляндию, а затем во Францию.
- княжна императорской крови Татьяна Константиновна c маленькими детьми Темуйразом Багратион-Мухранским и Натальей. Через Киев в Румынию и Швейцарию.
- Искандер, Александр Николаевич, сын вел. кн. Николая Константиновича. После эвакуации Русской Армии генерала барона Врангеля из Крыма уплыл с остатками армии в Галлиполи. Его жена с двумя детьми предпочла остаться в России.
- Ольденбургский, Пётр Александрович и его родители Ольденбургский, Александр Петрович и Евгения Максимилиановна Лейхтенбергская.
- некоторые из графов Зарнекау — морганатического потомства принца Константина Ольденбургского.
- Карлова, Наталья Фёдоровна, ур. Вонлярская (1858—1921) — морганатическая жена Георгия Георгиевича Мекленбург-Стрелицкого и её дети.
- Семейство Палей, за исключением расстрелянного сына.

## Замужние иностранные принцессы на ПМЖ
- великая княжна Анастасия Михайловна вышла замуж за великого герцога Мекленбург-Шверинского Фридриха Франца III. Будучи вдовой, проживала в Швейцарии и Франции.
- великая княжна Елена Владимировна. Жена греческого королевича Николая
- великая княжна Ольга Константиновна. Жена греческого короля Георга

 прочие на ПМЖ
- великий князь Михаил Михайлович, его жена Меренберг, София Николаевна, их дети. Проживали в Англии
- Светлейшая княгиня Долгорукова, Екатерина Михайловна, морганатическая вдова императора Александра II. После смерти мужа проживала во Франции. Умерла в 1922. Её потомки:
  - Юрьевская, Ольга Александровна — дочь императора. Проживала в Ницце с мужем и детьми
  - Юрьевская, Екатерина Александровна — дочь императора. Муж — Оболенский, Сергей Платонович. Участвовал в Гражданской войне, три года сражался в Белой Армии. После окончания Гражданской войны эмигрировал.
  - Юрьевский, Александр Георгиевич — внук императора

## Оставшиеся в России
- Дрейер, Надежда Александровна (Искандер) — морганатическая жена вел. кн. Николая Константиновича.
- Искандер, Артемий Николаевич — сын вел. кн. Николая Константиновича. По одной версии погиб во время Гражданской войны, сражаясь на стороне белых, по другой — умер от тифа в Ташкенте в 1919 году.
- дети Александра Николаевича Искандера: (Наталья и Кирилл (1915—1992) Андросовы)
- Белёвский-Жуковский, Алексей Алексеевич, внебрачный сын великого князя Алексея Александровича. Расстрелян в Тбилиси в 1932 году.
- Богарне, Дарья Евгеньевна, морганатическая дочь герцога Лейхтенбергского, в октябре 1917 года уехала в Германию, в октябре 1918 года, в самый разгар гражданской войны, вернулась в Советскую Россию. В 1937 году расстреляна.
- Зарнекау, Агриппина Константиновна — морганатическая жена принца Константина Петровича Ольденбургского. Умерла в 1926 (?) году в Кисловодске. Их дочь Зарнекау, Нина Константиновна умерла там же в 1922.